# Стара Калитва
Стара Калитва (рос. Старая Калитва) — село Розсошанського району Воронізької області. Адміністративний центр Старокалитвянського сільського поселення.
Населення становить 1472 особи, 634 двори.

## Географія
Село розташоване у східній частині району, за 35 км від районного центру, на правому березі річки Дон.

## Історія
Поселення виникло на виконання указу російського імператора Петро I від 1722 року про заселення українськими козаками дач: 
|  | близ р. Черной Калитвы над рекою Доном, в урочище, в тупиках, у Подгорного озера в защиту от неприятельских набегов |

.
За даними 1859 року у казенній слободі (колишньому заштатному місті) Калитва (Стара Калитва) Острогозького повіту Воронізької губернії мешкало 6469 осіб (3144 чоловічої статі та 3325 — жіночої), налічувалось 977 дворових господарства, існували православна церква й училище, відбувались 4 ярмарки на рік.
Станом на 1886 рік у колишній власницькій слободі, центрі Старо-Калитв'янської волості, мешкало 4879 осіб, налічувалось 756 дворових господарств, існували православна церква, школа, богодільня, 3 лавки, 20 водяних і 44 вітряних млини, відбувались 4 ярмарки на рік.
За переписом 1897 року кількість мешканців зросла до 5355 осіб (2647 чоловічої статі та 2708 — жіночої), з яких 5353 — православної віри.

## Відомі люди
У селі народився:
- Андрій Євгенович Снесарев (1865—1937) — російський, радянський військовий, генерал, професор.